# Crystal Planet
Crystal Planet es el séptimo álbum del guitarrista estadounidense Joe Satriani lanzado el 3 de marzo de 1998. Este disco, a diferencia de los anteriores, es mucho más melódico, ofreciendo canciones muy bien trabajadas y contando con los experimentados músicos Stuart Hamm en el bajo y Jeff Campitelli en la batería.
Con este trabajo, Satriani encuentra muchas más alternativas no sólo haciendo Hard Rock o Heavy Metal, sino que prefiere mezclar elementos del pop y las baladas, notándose claramente una evolución musical profunda; definitivamente éste es uno de sus trabajos más finos desde el genial Surfing With the Alien. Según una encuesta anual de la revista Guitar World, éste es el mejor disco de rock instrumental.

## Lista de canciones
Todas las canciones fueron escritas por Joe Satriani, excepto donde dice lo contrario. 
1. "Up in the Sky" – 4:10
2. "House Full of Bullets" – 5:33
3. "Crystal Planet" – 4:34
4. "Love Thing" – 3:50
5. "Trundrumbalind" – 5:13
6. "Lights of Heaven" – 4:23
7. "Raspberry Jam Delta-V" – 5:21
8. "Ceremony" – 4:53
9. "With Jupiter in Mind" – 5:47
10. "Secret Prayer" – 4:27
11. "A Train of Angels" (Joe Satriani, Z.Z. Satriani) – 3:42
12. "A Piece of Liquid" (Joe Satriani, Z.Z. Satriani) – 3:04
13. "Psycho Monkey" (Joe Satriani, Z.Z. Satriani) – 4:36
14. "Time" – 5:05
15. "Z.Z.'s Song" – 3:00

- Datos: Q387534